# 회산 김씨
회산 김씨(檜山金氏)는 경상남도 창원시를 본관으로 하는 한국의 성씨이다.
시조 김춘고(金春皓)는 신라 왕실의 후손으로, 조선에서 진사를 지냈다고 한다.

## 참고 자료
- “회산김씨(檜山金氏)”. 뿌리를 찾아서.[깨진 링크(과거 내용 찾기)]